# Studios Sound City
Pour les articles homonymes, voir Sound City.
Les studios Sound City sont des studios d'enregistrement situés dans le quartier de Van Nuys à Los Angeles en Californie (États-Unis).

## Histoire
Les studios ont été créés en 1969 et étaient réputés pour leur qualité sonore. Ils ont fermé leurs portes au public en 2011 et Dave Grohl a ensuite réalisé un documentaire sur l'histoire des studios, Sound City, qui est sorti en 2013. 
En 2017, les studios furent repris par Sandy Skeeter, fille du fondateur Tom Skeeter, et le producteur Olivier Chastan 
Parmi les principaux albums qui y ont été enregistrés, on peut citer : 
- After the Gold Rush (1970) de Neil Young
- Buckingham Nicks (1973) de Lindsey Buckingham et Stevie Nicks
- Fleetwood Mac (1975) de Fleetwood Mac
- Terrapin Station (1977) de Grateful Dead
- Double Vision (1978) de Foreigner
- Hard Promises (1981) de Tom Petty
- Zebop! (1981) de Santana
- Holy Diver (1983) de Dio
- Out of the Cellar (1984) de Ratt
- Southern Accents (1985) de Tom Petty
- Thunder in the East (1985) de Loudness
- Nevermind (1991) de Nirvana
- Sunrise on the Sufferbus (1992) de Masters of Reality
- Rage Against the Machine (1992) de Rage Against the Machine
- Undertow (1993) de Tool
- Wildflowers (1994) de Tom Petty
- Amorica (1994) de The Black Crowes
- One Hot Minute des Red Hot Chili Peppers
- …And the Circus Leaves Town (1995) de Kyuss
- Unchained (1996) de Johnny Cash
- Pinkerton (1996) de Weezer
- Rated R (2000) de Queens of the Stone Age
- Iowa (2001) de Slipknot
- The Empire Strikes First (2004) de Bad Religion
- Lullabies to Paralyze (2005) de Queens of the Stone Age
- Wolfmother (2005) de Wolfmother
- With Teeth (2005) de Nine Inch Nails
- Death Magnetic (2008) de Metallica
- The Slip (2008) de Nine Inch Nails
- Momofuku (2008) d'Elvis Costello
- Cosmic Egg (2009) de Wolfmother
- Suck It and See (2011) d'Arctic Monkeys